# Leptogaster coloradensis
Leptogaster coloradensis là một loài ruồi trong họ Asilidae. Leptogaster coloradensis được James miêu tả năm 1937. Loài này phân bố ở vùng Tân Bắc giới.